# SAR 21突擊步槍

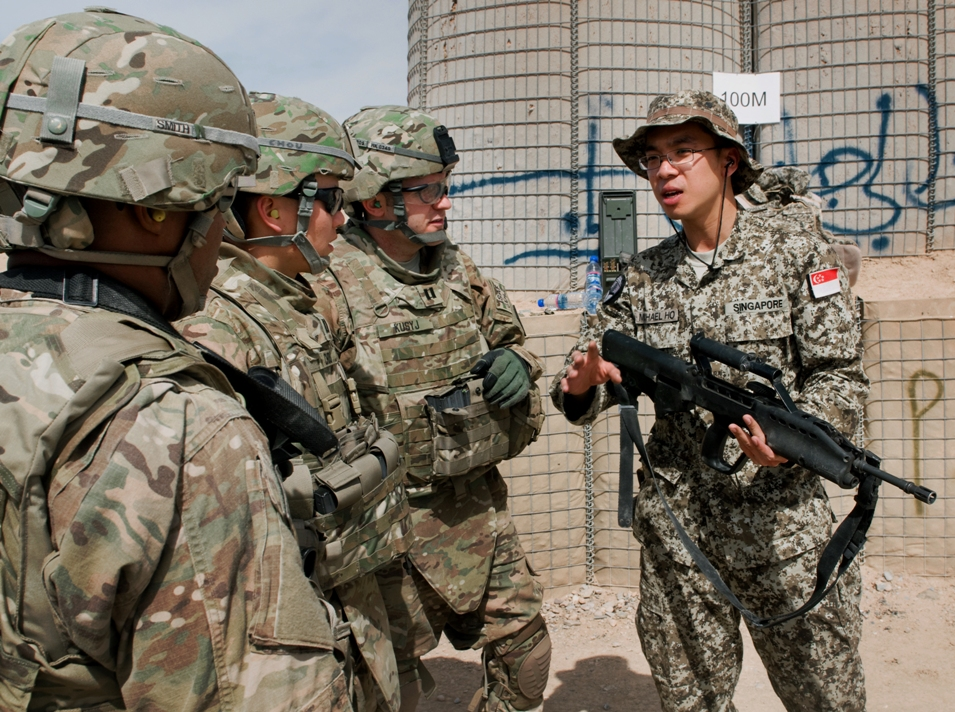
在阿富汗的新加坡士兵

SAR 21突擊步槍（英語：Singapore Assault Rifle - 21st Century，意為：21世紀的新加坡製突擊步槍）是由新加坡國防企業新科動力（全稱：新加坡科技動力，簡稱：ST Kinetics）自主研發和生產的一款突擊步槍，是新加坡武裝部隊目前的制式步槍。

## 設計細節
SAR 21和克罗地亚的VHS、法国的FAMAS、英国的SA80、奥地利的斯泰爾AUG、以色列的TAR-21、伊朗的KH-2002、中华人民共和国的QBZ-95和QBB-95、比利时的FN F2000和FN P90一样采用了设计，有以下的特點：
- 使用經典的卡拉什尼柯夫／斯通納自動機系統的改進裝置：一個長的卡拉什尼柯夫式的活塞安裝在槍管上方導氣系統中；斯通納整體式裝有擊針的機框，擊針由導柱和機頭定位。這兩種經過實踐的操作系統的統一體應該說非常牢靠，使其擁有更高的可靠性和更低的後座力。
- 採用了一個已得到專利的安全裝置，以避免射手在炸殼或膛炸等小概率事件中受到傷害。安全系統的第一個組成部分是模鍛的合金鋼板，直接放在臉頰的下方，以保護射手的臉部；的第二部分是在節套上開了一個洩氣孔，在底火爆炸或炸殼事件中，它能導引火藥燃氣從中排出，使其遠離射手臉部。這套系統應該說基本消除了安全隱患。
- 結構類似AUG的設計槍管組件、自動機、發射機組件以及瞄準裝置等，設計上都有AUG的影子。
- 使用半透明彈匣，射手可以快速的檢視子彈存量。
- 下護木前端內置了激光瞄準指示器，這樣有利於在城市戰鬥中迅速瞄準擊發，與整體式1.5倍的光学瞄准镜相得益彰。
- 能使用特製的標記彈，並已經分發部隊作新兵的對抗訓練之用。

## 优点和缺点

### 优点
- 擁有高可靠性和低後座力。
- 拉機柄在正上方提把內，左右手都能操作，戰鬥使用較方便。
- 大部分零件能簡單地不用任何工具直接分解，在沒有練習的情況下，在不到20 秒的時間裡即可分解。
- 裝有一個1.5倍光學瞄準鏡和一個備用的表尺，最顯著的特點是不需要零點定位，免除了冗長的瞄準過程，這對士兵來說節省了訓練時間。
- 易於瞄準，在進行半自動快速射擊或全自動射擊時，槍都容易控制；這歸功於它的“直線”設計，從而可使後坐力直線作用在射手的肩膀上。
- 全槍質心在射手扣扳機的手的上方，因此，槍能容易地提起。如果需要的話，甚至可進行單手射擊，感覺後坐力非常小。
- 可以下掛M203榴彈發射器，也可以上M7刺刀。

### 缺点
- 背帶環的位置不理想。
- 沒有解決火藥燃氣刺眼的問題。

## 使用國
- - 特種部隊單位
- - 博茨瓦納國防軍（英语：Botswana Defense Force）
- - 汶萊皇家武裝部隊
- 哥伦比亚
  - 特種部隊單位
- 印度尼西亞
  - 特種部隊單位
- 摩洛哥
  - 摩洛哥皇家武裝部隊
- 墨西哥
  - 墨西哥武裝部隊
- - 警察單位
- 秘魯
  - 特種部隊單位
- 新加坡
  - 新加坡武裝部隊[3]
    - 海軍潛水隊
    - 特別行動隊
    - 陸軍突擊隊

  - 新加坡警察部隊
    - 特殊戰術與救援部隊
    - 反蜂擁戰術小組
- 斯里蘭卡
  - 斯里蘭卡空軍
- 泰國
  - 特種部隊單位
- 英国
  - 部份武裝警察單位
- 美国
  - 部份地方警察局
- 委內瑞拉
  - 特種部隊單位